# سهام‌دار

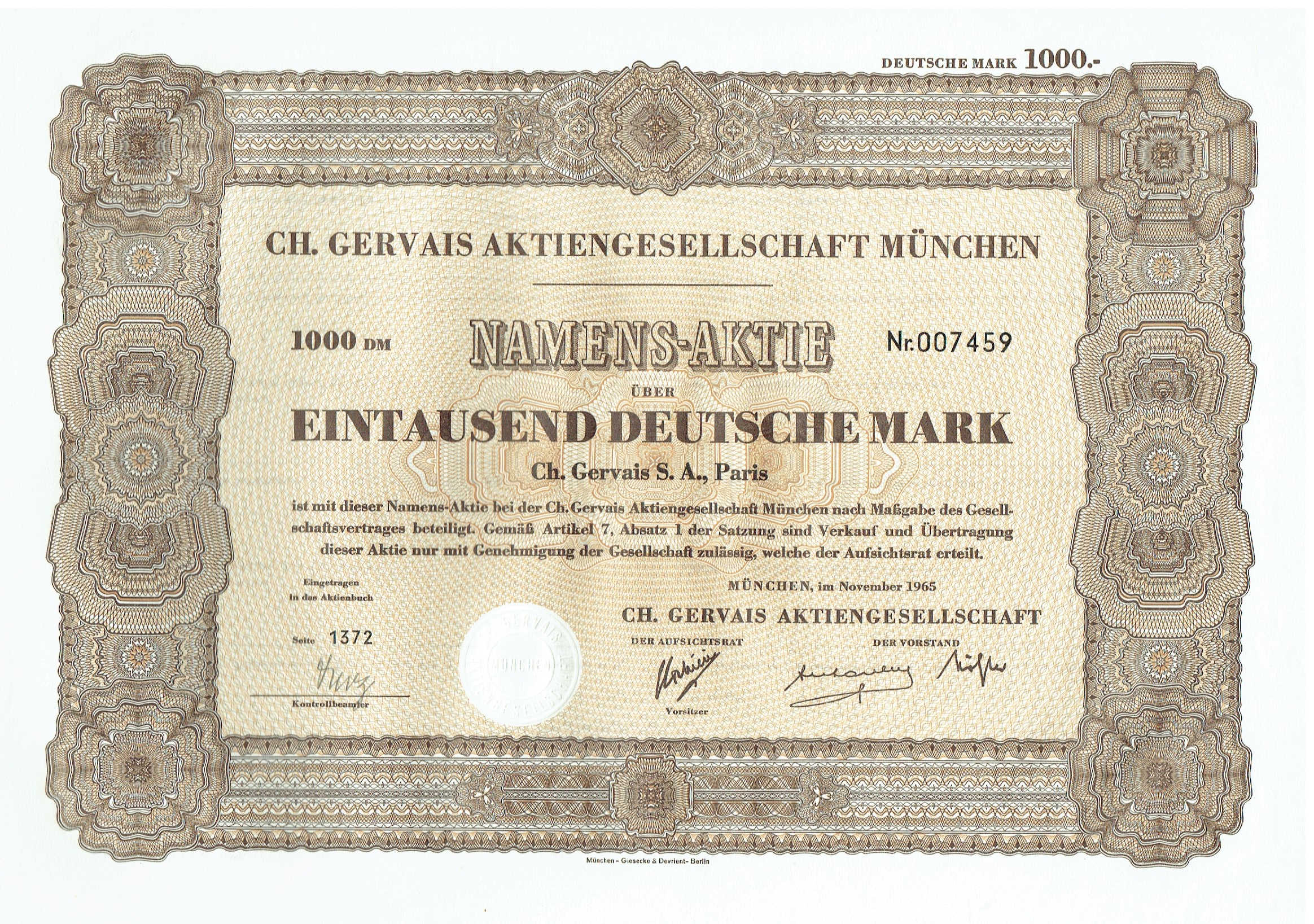
سهم ثبت شده به ارزش 1000 مارک آلمانی در یک شرکت فرانسوی

سهامدار (به انگلیسی: Shareholder) به هر شخص حقیقی یا شخص حقوقی (مانند یک شرکت) گفته می‌شود، که از نظر قانونی مالک بخشی از سهام (برگه سهام) در یک شرکت سهامی عام یا شرکت سهامی خاص باشد. هر سهم، قطعه‌ای از سرمایه یک شرکت است، که نشان‌دهنده یا نمایندهٔ کوچک‌ترین واحد مالکیتی، در شرکت مورد نظر بشمار می‌آید. سهام‌دار به همان نسبتی که سهام در اختیار دارد، در مالکیت شرکت یا بنگاه تولیدی شریک است. برای مثال؛ اگر شرکتی به تعداد دو میلیون سهم منتشر کرده و شخصی مالک دو هزار سهم در این شرکت باشد، او یک‌هزارم از مالکیت این شرکت را در اختیار دارد.

## انواع سهام
سهام شرکت‌های سهامی از سه منظر طبقه‌بندی می‌شوند:
- از نظر حقوقی
- از نظر ماهیت آورده
- از نظر شکل

### حقوقی
از نظر حقوقی سهام شرکت‌های سهامی به دو نوع طبقه‌بندی می‌شوند:
- سهام سرمایه‌ای
- سهام انتفاعی

#### سهام سرمایه‌ای
سهام سرمایه‌ای در دو گروه دسته‌بندی می‌شوند:
- سهام عادی: که به دارندهٔ خود، حق اعمال رأی در مجامع عمومی شرکت را داده و سود تقسیم‌شده در شرکت را دریافت می‌کند.[۲]
- سهام ممتاز: که معمولاً حق رأی نداشته، اما در دریافت سود سهام، نسبت به سهامداران عادی، در اولویت قرار دارد. سود سهام ممتاز، درصد ثابتی از مبلغ اسمی سهام ممتاز است، که میزان آن از قبل مشخص‌شده و در اختیار مجمع نیست. سود سهام ممتاز، باید قبل از سود سهام عادی پرداخت شود، حتی اگر شرکت به هر دلیل ورشکسته شود.[۳]

#### سهام انتفاعی
سهم انتفاعی وقتی مصداق دارد که به دلیل استهلاک سهام که در قانون ایران از آن به عنوان استهلاک سرمایه یاد شده‌است، ارزش اسمی سهم با استفاده از اندوخته‌های اختیاری یا سود قابل تقسیم به صاحب آن پرداخت شود.

### ماهیت آورده

#### سهام نقدی
در قانون فرانسه به کسانی که آورده نقدی یعنی پول به شرکت می‌آورند سهم نقدی اختصاص داده می‌شود. این سهام با پرداخت یک چهارم مبلغ آن قابل صدور است.

#### سهام غیرنقدی
به کسانی که آورده غیرنقدی به شرکت می‌آورند سهم غیرنقدی اختصاص داده می‌شود. این سهم در صورتی صادر می‌شود که آورده راجع به آن‌ها به‌طور کامل تسلیم شده باشد.

### سهام مؤسس
سهام مؤسس سهامی است که در ازای زحمات مؤسسان پس از تصویب مجمع عمومی به آن‌ها داده می‌شود. دارندگان این نوع سهام، در اداره امور شرکت حقی ندارند و فقط پس از پرداخت سهام، بهره‌ای به آن‌ها تعلّق می‌گیرد. به بیان دیگر مزیت قابل انتقالی است که صاحب آن، به دلیل ارائه خدمات در تأسیس شرکت سهامی از قسمتی از منافع شرکت یا هنگام تصفیه شرکت از قسمتی از دارایی اضافه بر سرمایه باقی‌مانده شرکت برخوردار می‌شود.

### شکل

#### سهام با نام
سهم بانام سهمی است که در ورقه راجع به آن نام صاحب سهم گفته شده باشد یا در دفتر سهام شرکت ثبت شده باشد. در واقع هم می‌شود روی ورقه سهم که دارای شماره مخصوص است نام دارنده آن را ذکر کرد و هم به این اکتفا کرد که سهام با نام است و نام صاحب آن در دفتر سهام شرکت آورد.

#### سهام بی‌نام
حقوق صاحبان سهم بی‌نام ناشی از ورقه سهم است، که به صرف قبض و اقباض قابل انتقال به دیگری است و هیچ گونه تشریفات دیگری برای اعتبار انتقال آن ضرورت ندارد. از آنجا که این نوع سهم، به صورت سند در وجه حامل تنظیم و مالک، دارنده آن شناخته می‌شود، مگر خلاف آن ثابت گردد، که گم شدن یا سرقت آن تابع مقررات قانون تجارت راجع به اسناد در وجه حامل است.

#### سهام با حقّ چند رأی
سهام با حق چند رای، سهامی است که حق رأی آن بیش از سهام عادی است و در مجامع عمومی شرکت، هر قطعه آن بیش از یک رأی دارد.
- سهام جایزه
- سهام ترجیحی
- سهام عدالت
- سهام مدیریتی